# Euploca hassleriana
Euploca hassleriana är en strävbladig växtart som först beskrevs av Robert Hippolyte Chodat, och fick sitt nu gällande namn av J.I.M.Melo och Semir. Euploca hassleriana ingår i släktet Euploca och familjen strävbladiga växter. Inga underarter finns listade i Catalogue of Life.